# トイ・ソルジャー (1991年の映画)
『トイ・ソルジャー』（Toy Soldiers）は、アメリカのアクション映画。公開は1991年。 ダニエル・ペトリ・Jr監督。

## ストーリー
コロンビア共和国、バランキージャ。ルイス・カリ（アンドリュー・ディヴォフ）率いるテロリスト集団が裁判所を占拠。目的は、麻薬組織のボスである父親、エンリケ・カリの釈放だった。しかし、父親は一足早く軍の飛行場からアメリカへ引き渡されていた。ルイスは判事を人質にヘリで裁判所を脱出、判事を突き落とす。
アメリカ、バージニア州。他校を退学になった問題児ばかりが集まる全寮制のレジス高校。悪ガキ集団のリーダー格のビリー・テッパー（ショーン・アスティン）は、いつも守衛や保安官をからかったり、落書きをしたりして遊んでいた。ある日、同室のフィル・ドナヒューの元に連邦保安官が訪れる。フィルの父親は、エンリケ・カリの裁判を担当している連邦判事で、「関係者を守る措置」のため、軍の施設へ匿われることになった。
その日の夜、ビリーと同室のジョーイ（ウィル・ウィトン）、隣室のスナッフィ、ハンク、リッキーの5人は、いつものように寮を抜け出し、キッチンの地下から、かつて隣りにあった建物の廃地下室へ忍び込み、うがい薬に偽装したウォッカを飲みながら、学校の電話線を繋いでテレフォンセックスを楽しんでいた。
自室にいた教頭のパーカー（ルイス・ゴセット・ジュニア）は、回線ランプが点灯していることに気付き、配線図から地下室を発見する。うがい薬に偽装したウォッカもすぐに見抜かれてしまい、ビリーは罰として今学期中鍋洗いの命令を受ける。
翌日、13人のテロ集団がレジス高校を襲撃。目的はドナヒューだったが、一足先に保護されていたため、人質に取ることはできなかった。ルイスは情報ミスに憤るものの、生徒の多くは金持ち、有力者の息子であり、ドナヒューは必要ないと考え、学校に立てこもる。
鐘楼や屋上には50口径の重機関銃、ロケット砲などを配備。個人はアサルトライフルやサブマシンガンを装備。学校中にC3爆薬を仕掛け、さらにルイスの手首に巻いたリモコンで爆破できるようにセット。日中は1時間毎に人数を確認し、1人欠員すると5人射殺の制裁を与える措置までとった。
地元の保安官は、学校へ侵入を試みるが、あっけなく阻まれてしまい、州警察、FBI、陸軍が召集される。ルイスは校長（デンホルム・エリオット）と調理師を除く教師を解放し、生徒全員を人質に、父親の釈放を合衆国政府に要求する。
悪ガキ集団は、ビリーの発案で、情報を外部に流すために策を練る。テロリストの人数や位置を把握し、人相、兵器のイラスト化する。さらに手首のリモコンを不能にするため、リモコンの受信機の受信チップをラジコン飛行機の受信チップと交換するという案も出す。
各々の活躍で学校外へ出たビリーは、軍へ情報を渡すことに成功する。一方、ジョーイの父親でニュージャージー州のマフィア、アルバートは、息子の解放をエンリケに要請。暗号で連絡を受けたルイスは、ジョーイを解放しようとするが、マフィアの父親に反発したジョーイは見張りのカルロスを気絶させ、サブマシンガンを奪い、中庭見張りのホルヘに発砲するも、返り討ちにされ、命を落とす。
復讐を恐れるルイスはパーカー教頭に「事故だったとみんなに説明しろ」と要求するも、アルバートの手配によってエンリケは獄中で殺害される。
ビリーはジョーイが殺されたことで、自暴自棄になっていたが、友人らの励ましでやる気を取り戻す。一方、軍はルイスが父親の死を知る前に、作戦を決行することを決断する。
翌日、ビリーは校長室へ忍び込み、リモコンを不能にさせる。そして食堂の見張りを気絶させ、生徒全員と校長を地下室へ避難させた。
軍もビリーからもたらされた情報を元に、屋上の見張りを排除。学校へ突入を開始する。突入が始まったと気付いたルイスは、ひとり食堂に残っていたビリーを人質に、校長室へ立てこもる。
ルイスは包囲され、万事休すとなり、手首のリモコンのボタンを押したが、ラジコン飛行機が作動しただけであった。次に配線を引きちぎって爆発させようとしたところにパーカー教頭が窓から飛び込み、ルイスが気を取られた隙に、デルタフォース隊員によって射殺された。
全てが終わり、ビリーはパーカー教頭に「僕は駄目な生徒でした。先生のお陰です」と感謝を述べ、パーカー教頭も「君の実力だ。これなら現世で卒業できる」と賛辞を送る。「鍋洗いはもう免除？」と聞くビリーに、パーカー教頭は「この学校はそんなに甘くない」と返すのだった。

## キャスト
| 役名                                     | 俳優                                    | 日本語吹替 | 日本語吹替   | 日本語吹替 |
| 役名                                     | 俳優                                    | VHS版      | フジテレビ版 |            |
| ---------------------------------------- | --------------------------------------- | ---------- | ------------ | ---------- |
| ウィリアム・“ビリー”・テッパー           | ショーン・アスティン                    | 遠藤直人   | 竹村拓       |            |
| ジョセフ・“ジョーイ”・トロッタ           | ウィル・ウィトン                        | 正木慎也   | 鳥海勝美     |            |
| ジョナサン・“スナッフィ”・ブラッドベリー | キース･クーガン                         | 高木延秀   | 成田剣       |            |
| ヘンリー・“ハンク”・ガイルズ3世          | T・E・ラッセル                          | 志賀泰伸   | 相沢正輝     |            |
| リカルド・モントーヤ                     | ジョージ・ペレス                        | 柳沢超     | 菊池英博     |            |
| デレク（ヨーグルト）                     | ショーン・フェラン                      | 古川栄司   | 子安武人     |            |
| エドワード・パーカー教頭                 | ルイス・ゴセット・ジュニア              | 藤本譲     | 富田耕生     |            |
| ロバート・グールド校長                   | デンホルム・エリオット                  | 広瀬正志   | 納谷悟朗     |            |
| クレイマー陸軍少将                       | R・リー・アーメイ                       | 秋元羊介   |              |            |
| オーティス・ブラウンFBI副支局長          | メイソン･アダムズ                       | 茶風林     |              |            |
| ルイス・カリ                             | アンドリュー・ディヴォフ                | 内海賢二   | 玄田哲章     |            |
| ジャック・ソープ                         | マイケル・チャンピオン                  | 伊井篤史   |              |            |
| エンリケ・カリ                           | ジェシー・ドーラン                      | 土方優人   |              |            |
| アルバート・トロッタ                     | ジェリー・オーバック （ノンクレジット） | 徳丸完     |              |            |

- フジテレビ版：初回放送1994年6月4日『ゴールデン洋画劇場』
- 2019年3月6日発売のBlu-rayには全ての日本語吹替を収録

## 登場人物
ウィリアム・“ビリー”・テッパー
本作の主人公。3度も退学経験のある悪ガキ集団のリーダーで、寮の地下に忍び込んでウォッカを飲んだり、電話線を利用してアダルト通話を聴いたりしていた。そのために教頭から鍋洗いの罰を受ける。テロリストに占拠された際に情報を外部に流す策を友人とともに練る。各自の協力で学校外へ出ることに成功、情報を軍の包囲部隊に渡す。ジョーイが射殺されたときには自暴自棄になっていたが、友人らの説得でやる気を取り戻し、生徒を逃がすことに成功。さらにルイスの手首のリモコンの受信機をラジコン飛行機の受信機と交換し、リモコンを接続不能にさせた。
ジョセフ・“ジョーイ”・トロッタ
父親がマフィアのボスで、それに負い目を感じている。テロリストに占拠された際は過激な対策を考え、友人らに止められている。絵が得意でテロリストの似顔絵や兵器を描き、外部に流した。父親からの要請で解放されることになったが、それをよく思わなかったジョセフは見張りを殴り倒し、サブマシンガンでテロリストの一人、ホルヘに対抗するも射殺される。
ジョナサン・“スナッフィ”・ブラッドベリ
喘息持ちで吸入器を持ち歩いている。喫煙者でビリーが学校へ戻る際に、マッチとタバコを利用したタイマーで発火させ、警報器を作動させる。リモコンを不能にさせる作戦の際は、発作の芝居をしてルイスを校長室からおびき出し、ランプが消えるその瞬間も自身に注目させた。
ヘンリー・“ハンク”・ガイルズ3世
ガタイのいい眼鏡をかけた黒人の少年。ビリー不在の際に列に並びなおすも見抜かれてしまう。食堂にいた見張りを気絶させ、ビリーの作戦に協力した。
リカルド・“リッキー”・モントーヤ
メキシコ系アメリカ人でスペイン語が話せる。ルイスには「話せない」と言ったが、すぐに見抜かれてしまい、膝を殴打される。テロリストの人数や位置の情報、更に名前をスペイン語の会話から把握し、情報として外部に流した。
デレク“ヨーグルト”・ケイス
悪ガキ集団ではないが、ビリーたちとたまたま同室になったために協力する少年。ラジコンに詳しく、ビリーが学校外へ出る際に屋根の見張りをラジコン飛行機で注目させた。リモコンを不能にさせる作戦でもビリーに受信器すり替えの作業手順を指示するなど活躍した。
エドワード・パーカー教頭
レジス高校の教頭でビリーの非行に手を焼いている。ビリーの所持していたウォッカを持って学校外へ出ていたために、テロリストが占拠した際は不在であった。その後、FBIや軍に協力したり、校長の代わりに自分を人質に替えろなどとテロリストに交渉するなど活躍。最後はビリーを助けるために窓から飛び込むも、肩を撃たれてしまった。
クレイマー少将
武装テロリストに占拠された学校を包囲する陸軍部隊の指揮官。交渉の切り札であるエンリケ・カリが獄中で殺されたことから、対テロ特殊作戦部隊デルタフォースとヘリコプター部隊による強襲を決断する。
オーティス・ブラウン
FBI副支局長（Deputy Assistant Director）。テロリストとの連絡（交渉）にあたる。また人質の父兄との対応にも頭を悩ませる。
ルイス・カリ
テロリストのリーダーで手首に爆弾のリモコンを巻いている。裁判所の人質、国境警備隊員や学校の守衛を男女関係なく容赦なく殺すが、生徒は1人も殺していない（ジョーイの一件はホルヘの独断）。デルタフォース突入の際にはビリーを人質にとって校長室に立てこもり、リモコンのスイッチを押すも、受信機をすり替えられたラジコン飛行機が作動しただけに終わり失敗。次に信管の配線を切断し爆発させようとしたとき、窓を割って飛び込んできたパーカー教頭に気を取られ、その隙にデルタフォース隊員に射殺された。
ジャック・ソープ
テロリストの中で唯一のアメリカ人。ルイスの腹心。C3爆薬の信管の配線、定時の人数確認などを行なった。デルタフォース突入の際に校舎の屋根で、向かってくるヘリに対戦車ロケットで対抗しようとするも、隠密に接近していた攻撃ヘリにより機関砲で射殺された。

## その他
- ビリーからうがい薬のウォッカを買ったバーグとザーパスは、製作総指揮の2人の名である。